# Krasnohorivka
Krasnohorivka (ukrajinsky Красногорівка, rusky Красногоровка – Krasnogorovka) je město v Doněcké oblasti na Ukrajině. K roku 2013 v ní žilo bezmála šestnáct tisíc obyvatel.

## Poloha
Krasnohorivka leží v jižní části Donbasu na Lozově, přítoku Vovči v povodí Samary. Od Marjinky, správního střediska rajónu, je vzdálena přibližně sedm kilometrů severně a od Doněcka, správního střediska oblasti, přibližně třiadvacet kilometrů západně.

## Dějiny
Krasnohorivka vznikla v 70. letech 19. století. Od roku 1938 je městem.
Za války na východní Ukrajině byla v roce 2015 Krasnohorivka jedním z bojišť v rámci bitvy o Marjinku. Zpět do ukrajinského držení se dostala při ukrajinské protiofenzívě v červnu 2023.

### Rodáci
- Mykola Šmaťko (1943–2020), sochař a malíř